# Torre de telecomunicaciones de Säntis
La torre de telecomunicaciones de Säntis es una torre de radiodifusión de emisión de hormigón armado de 123 metros de altura situada en el pico Säntis. La torre, propiedad de Swisscom, sirve para la difusión de los canales de radio y televisión en el área del noreste de Suiza. No es accesible al público normalmente pero existe la posibilidad, bajo cita previa, de visitas guiadas.
Además, la torre cumple las labores de enlace de microondas para radio y televisión, servicios GSM, y como estación meteorológica de la Oficina federal de Meteorología y Climatología.

## Ubicación
La torre de transmisión Säntis se encuentra en la montaña del mismo nombre, a una altitud de 2.501 metros sobre el nivel del mar, en el términos municipales de Hundwil, Schwende y Wildhaus, pertenecientes al cantón de San Galo. El recinto y la torre en sí está situada en el término de Wildhaus. Próxima a la torre se encuentra la estación del teleférico Schwägalp–Säntis.

## Historia
El Consejo Federal pidió en 1955 al Consejo Nacional y al Consejo de los Estados la aprobación de un préstamo de 890.000 francos suizos para la creación de un edificio de telecomunicaciones. La predecesora de la torre que hay hoy en día en el monte Säntis fue construida en 1956 por la antigua empresa estatal PTT, junto a un edificio de cinco plantas para usos múltiples. En 1957 se puso en marcha la primera estación de radio de frecuencia modulada, emitiendo el programa Schweizer Landessender II. program (DRS 2, actual SRF 2 Kultur), con una potencia de 60 kW, en la frecuencia de 95,4 MHz. 
La antena, que tenía una altura de 18 metros, fue inaugurada oficialmente en 1958, y en ese año se instalaron algunas antenas para la puesta en marcha de la emisora de televisión en el canal E7. En esa época trabajan 2 a 3 personas por turnos, y que disponen de dormitorios.
Hacia 1965 se añadió un segundo emisor, emitiendo el programa Schweizer Landessender I. program (DRS 1, actual SRF 1), en la frecuencia de 99,9 MHz, con 60 kW de potencia.
Después de un concurso para la presentación de contratos para las extensiones otorgadas, se concede en 1968 permiso para la ampliación, y tras dos años de trabajos preparatorios, comenzó en 1971 la construcción de las instalaciones tal y como se conocen hoy, ya que la antigua torre había tenido que ser restaurada en varias ocasiones desde 1955, debido a las extremas condiciones climáticas.
En 1975, el nuevo centro emisor se puso en funcionamiento, con las mismas frecuencias y potencias, siendo en su momento la estructura más grande de su tipo en Europa. Los programas de la televisión suiza en lengua francesa e italiana comenzaron a emitirse en 1976. En ese año, el equipo de operaciones cuenta con 16 empleados.
Desde finales de 1983, el programa de radio DRS 3 se emitía desde Säntis en la frecuencia de 103,1 MHz, que cambió a la actual de 105,6 MHz hacia 1988.
En 1992 comienza la primera parte del proyecto "Säntis 2000", que tiene por objetivo la construcción de una nueva torre y la renovación de la estación meteorológica, y cuyas obras comienzan en 1995. En 1997 es demolida la vieja antena y la puesta en marcha de la actual, siendo inauguradas las remozadas instalaciones el 17 de julio de 1998.
En 2002, como parte de la reestructuración del grupo Swisscom, la propiedad del transmisor pasa a la filial Swisscom Broadcast AG. Entre los años 2004 y 2005, se sustituye el revestimiento plástico de los edificios, que tenía ya treinta años de antigüedad.

## Datos estructurales
- Altura total de la torre: 123,55 m.
- Altura del mástil: 113,10 m.
- Cota final de la antena: 2.604,23 m s. n. m.
- Diámetro del pilón: 6,45 m.
- Grosor del mástil: 1,82 m.
- Peso de la parte metálica: 350 t.
- Peso total de la torre: 414 t.
- Peso total de los cimientos: 4.164 t.

## Transmisiones
Radiodifusión analógica (FM)
| Frecuencia | Programa        | Región                      | P.R.A. | Orientación | Polarización | Modulación | RDS PS              | RDS PI                 |
| ---------- | --------------- | --------------------------- | ------ | ----------- | ------------ | ---------- | ------------------- | ---------------------- |
| 95,4 MHz   | SRF 2 Kultur    | -                           | 60 kW  | 160–330°    | Horizontal   | Estéreo    | _SRF_2__ / _Kultur_ | 43B2                   |
| 99,9 MHz   | RTS La Première | -                           | 60 kW  | 160–330°    | Horizontal   | Estéreo    | RTS_1ERE            | 43D1                   |
| 101,5 MHz  | SRF 1           | Ostschweiz (Suiza oriental) | 60 kW  | N/D         | Horizontal   | Estéreo    | _SRF_1__ / SRF_1_SG | 43B1 / 49B1 (regional) |
| 105,6 MHz  | SRF 3           | -                           | 60 kW  | 160–330°    | Horizontal   | Estéreo    | _SRF_3__            | 43B3                   |
| 107,8 MHz  | RSI Rete Uno    | -                           | 60 kW  | 160–330°    | Horizontal   | Estéreo    | RETE_UNO            | 43E1                   |

Televisión Digital (DVB-T)
| Canal | Frecuencia | Múltiplex | Programas                                         | P.R.A. | Orientación | Polarización |
| ----- | ---------- | --------- | ------------------------------------------------- | ------ | ----------- | ------------ |
| 39    | 618,00 MHz | SRG D01   | - SRF 1 - SRF zwei - SRF info - RTS Un - RSI La 1 | 78 kW  | N/D         | Horizontal   |

Televisión analógica
En 1958, comenzaron desde Säntis las emisiones de la televisión suiza en lengua alemana, en el canal E7 de VHF (191,50 MHz), sistema de 625 líneas, con 30 kW de potencia de imagen y 6 kW de potencia de sonido (modulación en frecuencia) y polarización horizontal.
En 2007 se pone en marcha la televisión digital DVB-T, y en ese mismo año termina la transmisión de señales analógicas de televisión.